# Pierre-Paul Schweitzer
Pierre-Paul Schweitzer (Estrasburgo, 29 de maio de 1912 – Genebra, 2 de janeiro de 1994) foi um economista da França, diretor do FMI.